# 신복초등학교
신복초등학교는 대한민국 울산광역시 남구에 있는 초등학교다.

## 학교 연혁
- 2005.03.01 신복초등학교 개교 (36학급)
- 2005.03.01 초대 이원채 교장 취임
- 2007.03.01 제2대 이석렬 교장 부임
- 2009.09.01 제3대 김영호 교장 부임
- 2010.03.01 부산교대 교육실습 협력학교 운영 (2년간)
- 2011.09.01 제4대 임길엽 교장 부임
- 2012.02.17 제7회 졸업 (졸업생 수 181명 / 누계 1,219명)
- 2012.03.01 30학급 편성(특수학급 1학급 포함)
- 2012.03.01 학력증진 선도학교
- 2013.02.22 제8회 졸업 (졸업생 수 185명 / 누계 1,404명)
- 2013.03.01 28학급 편성(특수학급 1학급 포함)
- 2013.03.01 학교문화개선 선도학교(교과부),또래조정 운영학교(광역시교육청)
- 2014.02.22 제9회 졸업 (졸업생 수 132명 / 누계 1,536명)
- 2014.03.01 제5대 허동기교장 부임
- 2014.03.01 26학급 편성(특수학급 1학급 포함)
- 2014.03.01 학교폭력예방선도 어깨동무학교
- 2015.03.01 제6대 정정태교장 부임